# Курт Вольфф (льотчик)
Курт Вольфф (нім. Kurt Wolff; 6 лютого 1895, Грайфсвальд, Німецька імперія — 15 вересня 1917, Вервік, Бельгія) — німецький льотчик-ас, оберлейтенант Прусської армії. Кавалер ордена Pour le Mérite.

## Біографія
У березні 1912 року розпочавши службу кадетом в залізничному полку № 4. Він служив у ньому на посаді унтерофіцера і, коли розпочалася Перша світова війна, 17 квітня 1915 року отримав звання лейтенанта. Переведений в авіацію в липні 1915 року, Вольфф дивом уцілів в авіакатастрофі, що трапилася під час першого польоту — він відбувся лише вивихом плеча, коли пілот розбив їх LVG і сам при цьому загинув.
Отримавши свій льотний сертифікат у Деберіці у грудні 1915 року, він спочатку літав у складі 40-ї ескадрильї 7-ї бомбардувальної ескадри під Верденом, а потім на Соммі, перш ніж 5 листопада 1916 року був направлений в 11-ту винищувальну ескадрилью. Йому не вдалося здобути жодної перемоги, поки найрезультативніший льотчик Першої світової війни барон Манфред фон Ріхтгофен не прийняв командування над цією ескадрильєю, після чого Вольфф почав швидко набирати перемоги.
З 6 березня до 1 травня 1917 року Вольфф відправив на землю 29 літаків союзної авіації. 6 травня 1917 року призначений на посаду командира 29-ї винищувальної ескадрильї, але 2 липня повернувся в 11-ту винищувальну ескадрилью, щоб прийняти її під своє командування. Йому недовго довелося очолювати ескадрилью — 11 липня Вольфф був поранений кулею в ліву руку в бою на схід від Іпра проти Triplane з 10-ї морської ескадрильї. Коли повернувся через 2 місяці, 11 вересня 1917 року, Вольффу наступного дня надали звання оберлейтенанта, але 15 вересня, у другій половині дня, він загинув у бою біля Морсліде проти 70-ї ескадрильї Королівських ВПС і 10-ї морської ескадрильї. Вольффа збив морський Camel, В3833, пілотований флайт-сублейтенант Норманом Макгрегором, і о 17:30 Вольф на своєму винищувачі Fokker F.I № 102/17 звалився на землю на північ від Вервіка.
Вольф здобув усі свої 33 повітряні перемоги на машинах Albatros і почав літати на триплані лише у вересні 1917 р., коли повернувся в 11-ту винищувальну ескадрилью після лікування.

## Нагороди
- Залізний хрест 2-го і 1-го класу
- Нагрудний знак військового пілота (Пруссія)
- Орден «За військові заслуги» (Баварія) 4-го класу з мечами
- Почесний кубок для переможця у повітряному бою (14 березня 1917)
- Королівський орден дому Гогенцоллернів, лицарський хрест з мечами (26 квітня 1917)
- Pour le Mérite (4 травня 1917)